# جرج سی. اسکات
جرج سی. اسکات (انگلیسی: George C. Scott؛ زاده ۱۸ اکتبر ۱۹۲۷ – درگذشته ۲۲ سپتامبر ۱۹۹۹) هنرپیشه و کارگردان اهل آمریکا بود. وی بین سال‌های ۱۹۵۸ تا ۱۹۹۹ میلادی فعالیت می‌کرد.
فیلم سینمایی پاتون (۱۹۷۰) برنده ۷ جایزه اسکار شد، از جمله بهترین بازیگر نقش اول مرد توسط جرج سی. اسکات، ولی او از دریافت جایزه سرباز زد و اولین بازیگری شد که از دریافت جایزه اسکار خودداری کرد.

## بخشی از فیلم‌شناسی
| سال  | عنوان              | نقش                        | توضیحات |
| ---- | ------------------ | -------------------------- | --- |
| ۱۹۵۹ | تشریح یک قتل       | Claude Dancer              | نامزدی—جایزه اسکار بهترین بازیگر نقش مکمل مرد |
| ۱۹۶۱ | بیلیاردباز         | Bert Gordon                | نامزدی—جایزه اسکار بهترین بازیگر نقش مکمل مرد نامزدی—جایزه گلدن گلوب بهترین بازیگر نقش مکمل مرد |
| ۱۹۶۱ | قدرت و جلال        | Police lieutenant          | فیلم تلویزیونی |
| ۱۹۶۱ | بن کیسی            | Dr. Karl Anders            | Episode: "I Remember a Lemon Tree" نامزدی—Primetime Emmy Award for Outstanding Supporting Actor in a Drama Series |
| ۱۹۶۳ | فهرست آدریان مسنجر | Anthony Gethyrn            | |
| ۱۹۶۴ | دکتر استرنجلاو     | General Buck Turgidson     | |
| ۱۹۶۴ | رولز-رویس زرد      | Paolo Maltese              | |
| ۱۹۶۶ | کتاب مقدس          | Abraham                    | |
| ۱۹۷۰ | پاتون              | جورج پتن                   | جایزه اسکار بهترین بازیگر نقش اول مرد (Refused) جایزه گلدن گلوب بهترین بازیگر مرد فیلم درام Kansas City Film Critics Circle Award for Best Actor Laurel Award for Best Dramatic Performance, Male National Board of Review Award for Best Actor National Society of Film Critics Award for Best Actor جایزه حلقه منتقدان فیلم نیویورک برای بهترین بازیگر نقش اول مرد نامزدی—جایزه بفتای بهترین بازیگر نقش اول مرد |
| ۱۹۷۰ | جین ایر            | Edward Rochester           | فیلم تلویزیونی نامزدی—Primetime Emmy Award for Outstanding Lead Actor in a Miniseries or a Movie |
| ۱۹۷۱ | بیمارستان          | Dr. Herbert Bock           | نامزدی—جایزه اسکار بهترین بازیگر نقش اول مرد نامزدی—جایزه بفتای بهترین بازیگر نقش اول مرد (also for They Might Be Giants) نامزدی—جایزه گلدن گلوب بهترین بازیگر مرد فیلم درام |
| ۱۹۷۳ | نفت خام اوکلاهما   |                            | |
| ۱۹۷۶ | دیو و دلبر         | The Beast                  | فیلم تلویزیونی نامزدی—Primetime Emmy Award for Outstanding Lead Actor in a Miniseries or a Movie |
| ۱۹۷۸ | فیلم فیلم          | Gloves Malloy/Spats Baxter | نامزدی—جایزه گلدن گلوب بهترین بازیگر مرد فیلم موزیکال یا کمدی |
| ۱۹۸۰ | فرمول              | Lt. Barney Caine           | |
| ۱۹۸۰ | احضار              |                            | |
| ۱۹۸۱ | شیپور خاموشی       |                            | |
| ۱۹۸۲ | الیور توئیست       | Fagin                      | فیلم تلویزیونی |
| ۱۹۸۴ | آتش‌افروز           | John Rainbird              | |
| ۱۹۸۶ | قتل‌های خیابان مورگ | آگوست دوپن                 | |
| ۱۹۹۰ | جن‌گیر ۳            | Kinderman                  | نامزدی—Razzie Award for Worst Actor |
| ۱۹۹۳ | عناد               |                            | |
| ۱۹۹۵ | آنگوس              | Grandpa Ivan               | |
| ۱۹۹۷ | ۱۲ مرد خشمگین      | Juror #3                   | فیلم تلویزیونی جایزه کیبل‌ای‌سی‌ئی Golden Globe Award for Best Supporting Actor – Series, Miniseries or Television Film Primetime Emmy Award for Outstanding Supporting Actor in a Miniseries or a Movie نامزدی—Screen Actors Guild Award for Outstanding Performance by a Male Actor in a Miniseries or Television Movie                                                                                            |
| ۱۹۹۹ | گلوریا             | Ruby                       | |
| ۱۹۹۹ | راکی مارسیانو      | Pierino Marchegiano        | فیلم تلویزیونی |